# Słubice

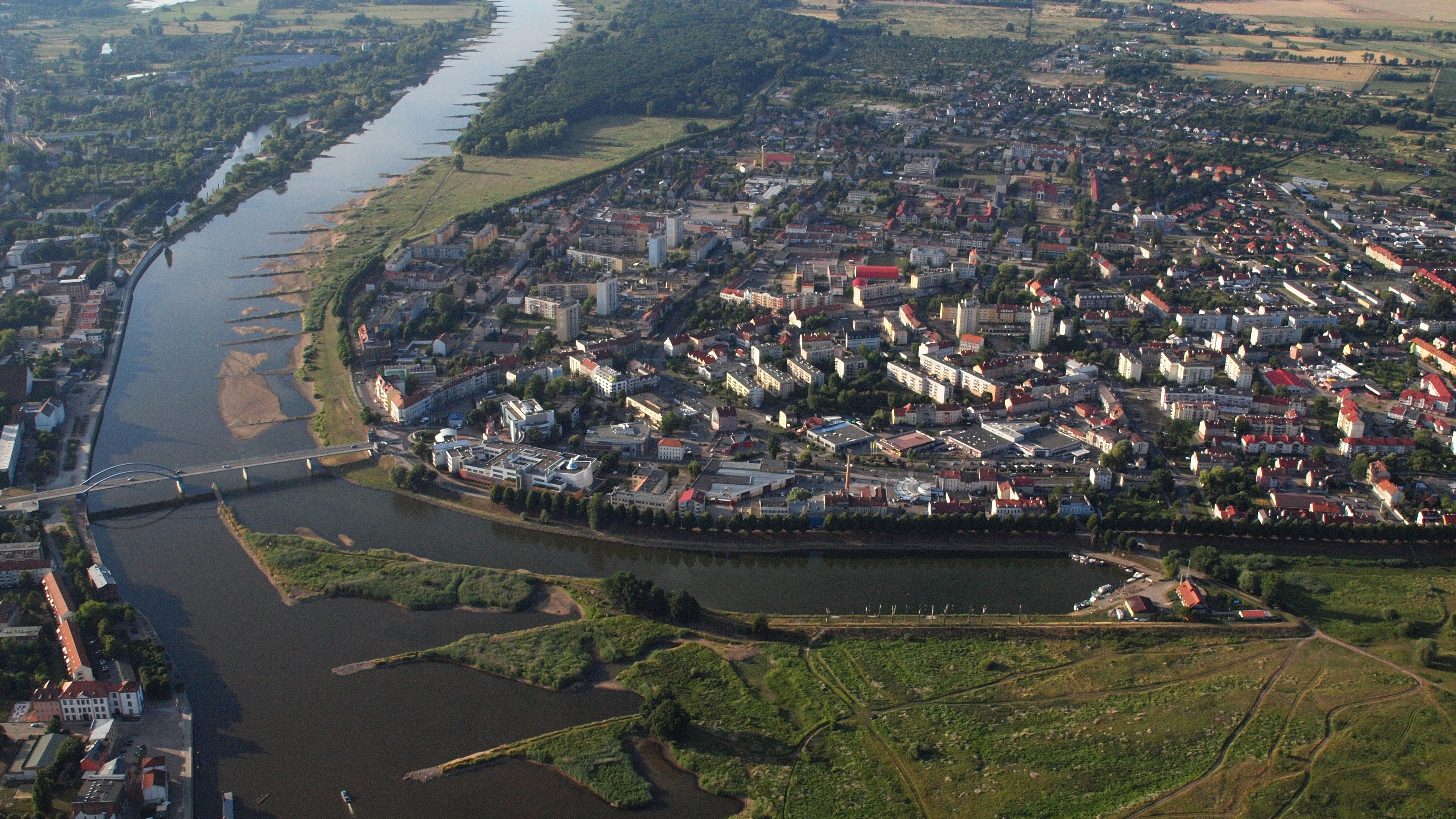
Słubice, Polen, Luftaufnahme (2015)

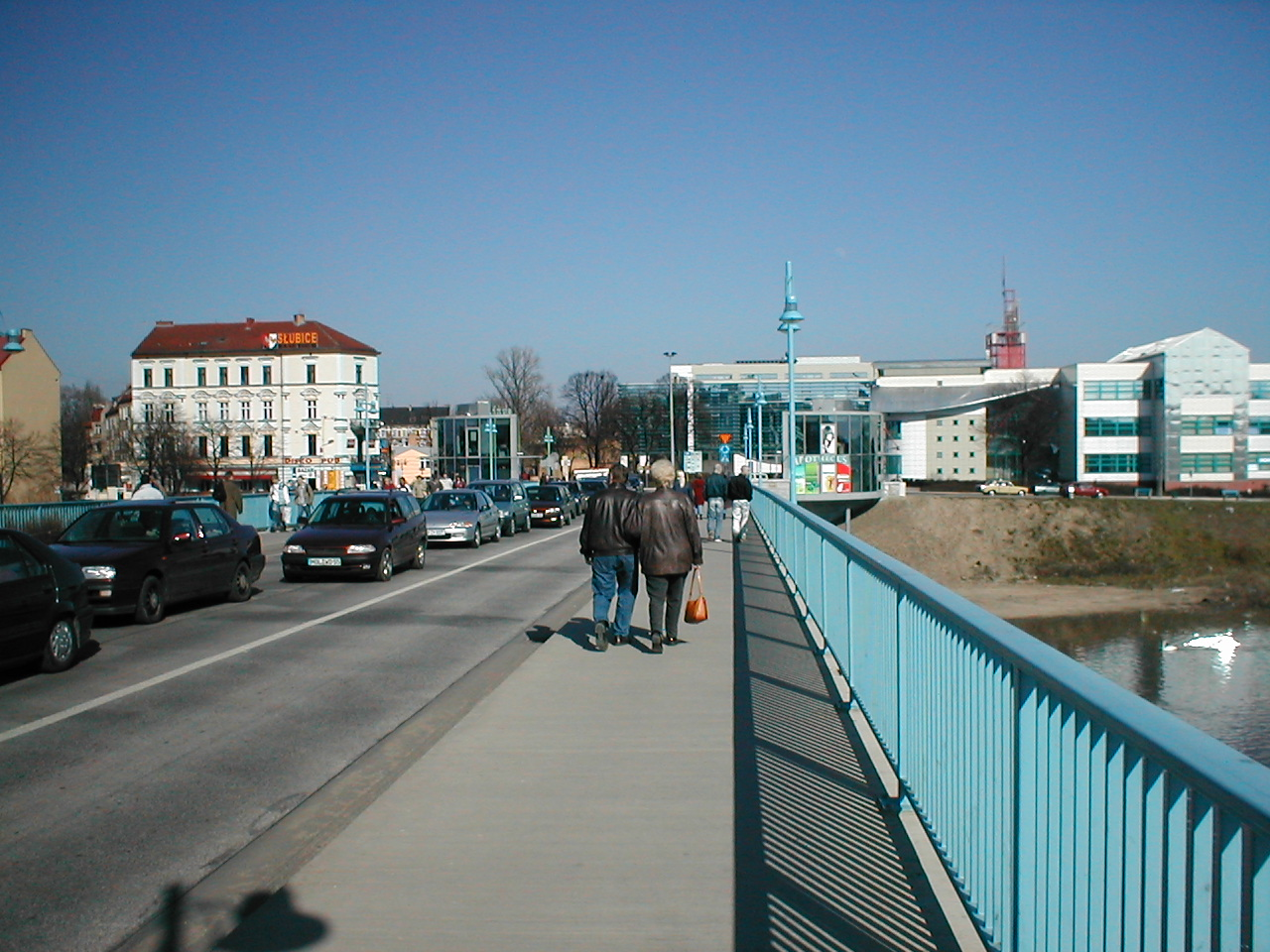
Blick von der Oderbrücke aus Deutschland kommend

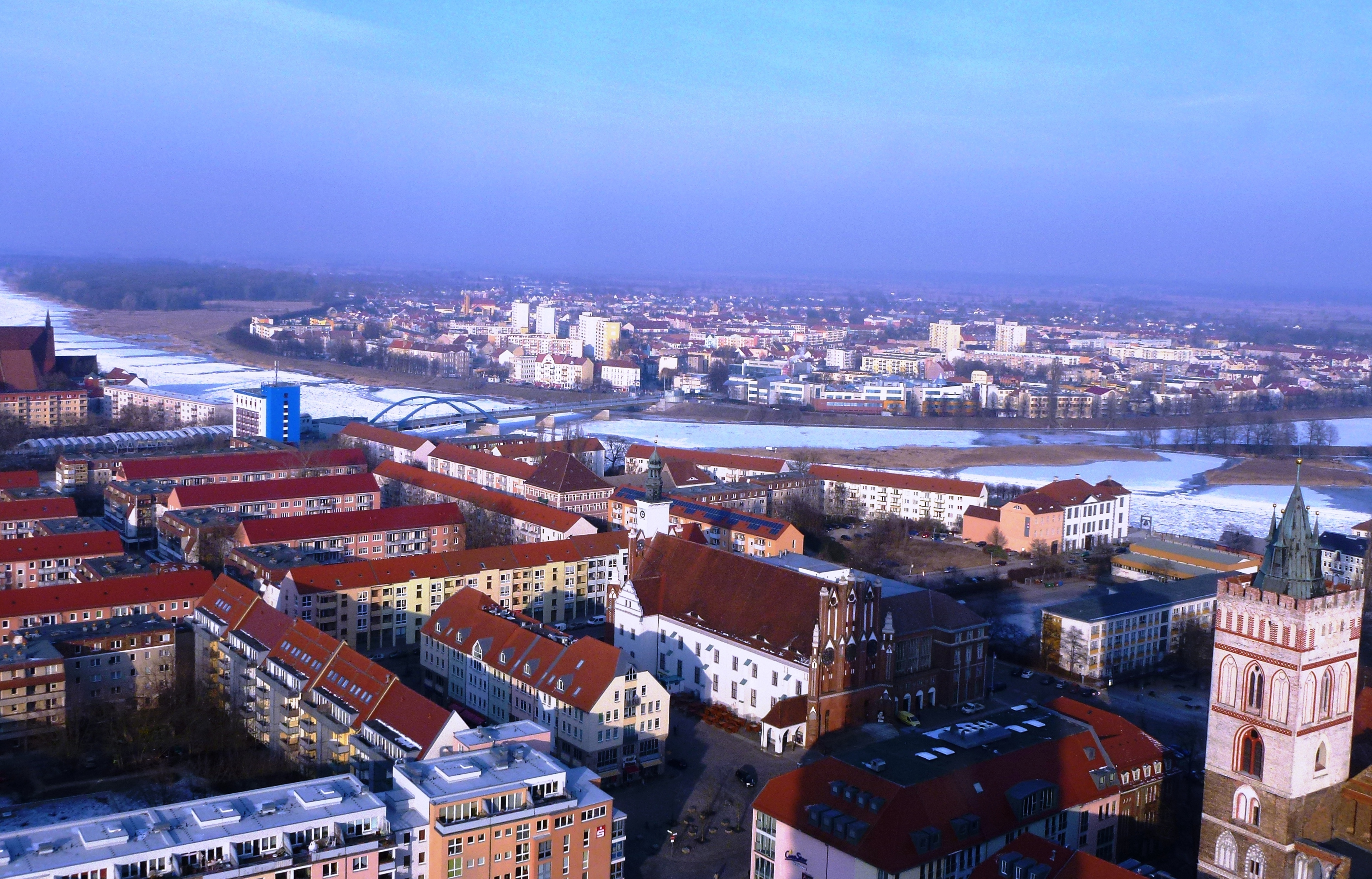
Słubice vom Oderturm Frankfurt aus gesehen

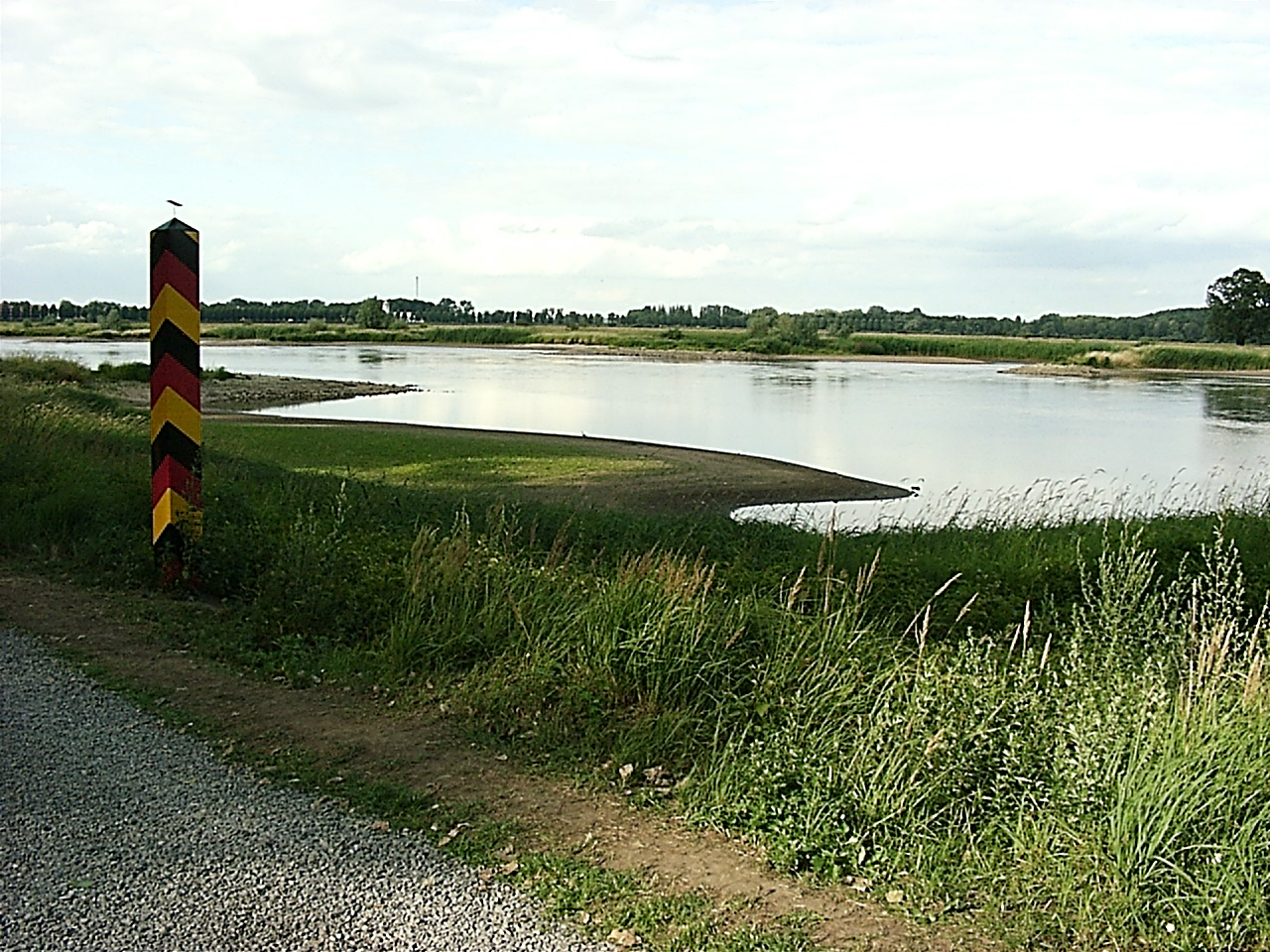
Blick von der Insel Ziegenwerder in Frankfurt über die Oder nach Słubice

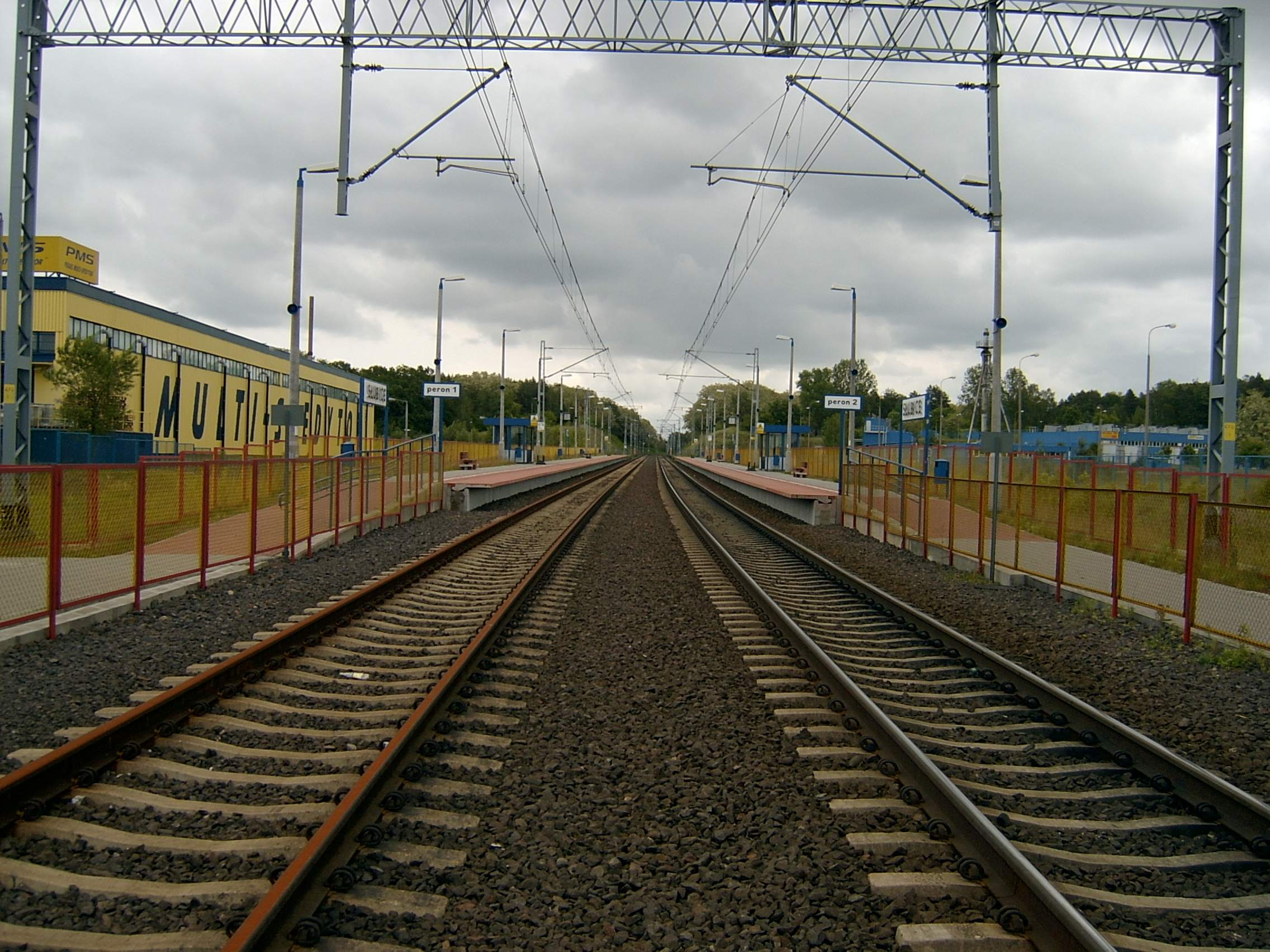
Bahnstation

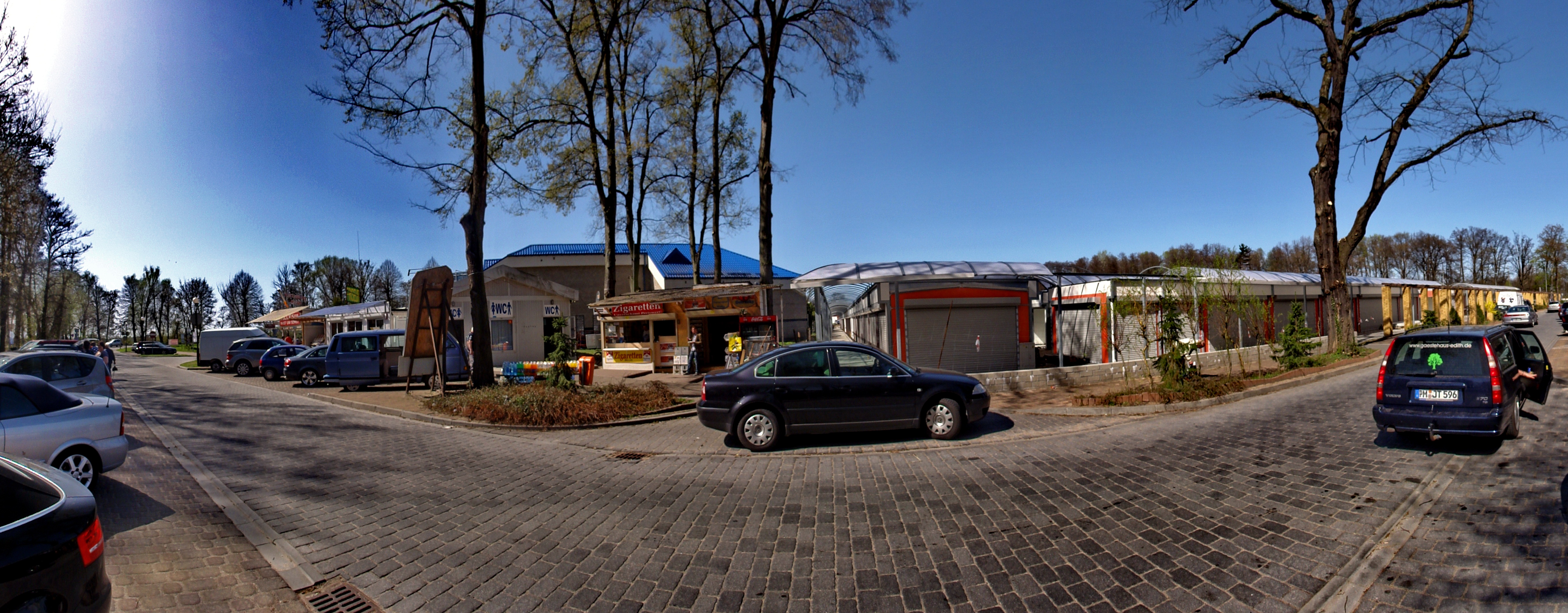
Panoramaansicht des Basars

Słubice [swuˈbiʦɛ] ist eine Stadt an der Oder im äußersten Westen Polens mit 16.705 Einwohnern (Stand: 30. Juni 2019). Bis 1945 war das heutige Stadtgebiet als Dammvorstadt bzw. Gartenstadt ein Stadtteil von Frankfurt (Oder). Heute befinden sich in und bei Słubice die wichtigsten Grenzübergänge zwischen Deutschland und Polen – die sogenannte Stadtbrücke über die Oder und unmittelbar südlich Słubices die Autobahnbrücke der Bundesautobahn 12/Autostrada A2 und der Grenzbahnhof Kunowice. Słubice ist Standort des polnisch-deutschen Wissenschaftszentrums Collegium Polonicum.

## Name
Schon vor mehr als 750 Jahren gab es am östlichen Oderufer eine slawische Siedlung mit dem Namen Zliwice (deutsch Zliwitz). Der heutige Ortsname Słubice ist vermutlich von diesem älteren slawischen Namen abgeleitet.

## Geschichte
Seit der Stadtrechtsverleihung Frankfurts 1253 bis 1945 gehörte das heutige Słubice als Dammvorstadt zur Stadt Frankfurt (Oder). Die Trennung begann mit dem Ende des Zweiten Weltkrieges und der damit verbundenen Besetzung der Stadt durch die Rote Armee. Am 19. April 1945 um 05:29 Uhr wurde die Stadtbrücke von den abziehenden deutschen Truppen gesprengt. Damit waren auch die Telefon-, Gas- und Wasserleitungen in die Dammvorstadt durchtrennt. Die 129. Schützendivision der sowjetischen 33. Armee konnte die Dammvorstadt nach dem Rückzug der Wehrmacht kampflos besetzen. Nach den Wünschen Polens sollte ganz Frankfurt polnisch werden, da man eine Teilung der Stadt für unsinnig hielt. Daher wurde Słubice von der polnischen Verwaltung zunächst als polnischer Name für die ganze Stadt Frankfurt angesehen. 17 Verwaltungsmitarbeiter, 5 Handwerker und 28 bewaffnete Polizisten erreichten am 2. Mai 1945 den Ort und sollten eine polnische Verwaltung aufbauen. Als Verwaltungsgebäude wurde das Haus in der Friedrichstr. 10 (später ul. Armii Czerwonej, ab 1950 ul. Jedności Robotniczej 12) ausgewählt.
Am 4. Mai errichtete die Sowjetarmee eine provisorische Brücke von der Lebuser Mauerstraße zum Prinzenufer. Ab dem 8. Mai kehrten die ersten deutschen Zivilisten in die Dammvorstadt zurück. Am 15. Mai 1945 wurde das erste Mal eine polnische Bescheinigung mit dem Stempel „Słubice“ ausgestellt, allerdings gibt es auch eine polnische Meldebescheinigung vom selben Tag, die als Ortsbezeichnung „Frankfurt“ ausweist. Am 20. Mai brannte der Gasthof „Goldener Löwe“, der bis dahin das älteste Gebäude der Dammvorstadt war. Das Gebäude aus dem Jahre 1601 befand sich an der Stelle des heutigen Collegium Polonicum. Das erste Rathaus der neu gegründeten Stadt Słubice wurde am 28. Mai 1945 in der Straße Neuer Markt 5 (heute pl. Wolności 5) eingerichtet.
Am 15. Juni lebten einem polnischen Bericht zufolge 8000 Deutsche und nur 80 Polen „im Bereich Słubice“, wobei unklar ist, welches Gebiet damit gemeint war (ganz Frankfurt oder nur die östlich der Oder gelegenen Stadtviertel). Der seit dem 24. Mai als Starost amtierende Henryk Jastrzębski verfügte, die Ausweisung der Deutschen aus der Dammvorstadt bis zum 15./16. Juni abzuschließen. Insgesamt wurden dabei 3640 Deutsche vertrieben. Nach offiziellen Angaben blieben fünf Deutsche und sieben Juden zurück, die tatsächliche Zahl liegt aber vermutlich höher.
Ab dem 30. Juni wurde Słubice, also die frühere Dammvorstadt, wieder mit Strom versorgt, was durch ein neu verlegtes Kabel möglich wurde. Im Juli erfolgten umfangreiche Demontagen durch die sowjetischen Truppen in Betrieben Słubices. Am 2. August 1945 wurde die Teilung der Stadt in ein deutsches Frankfurt links und ein polnisches Słubice rechts der Oder durch die Potsdamer Konferenz offiziell besiegelt. Ab dem 28. August ermöglichte eine Wasserleitung über die Oder die Wasserversorgung Słubices. Am 10. Oktober erhielten die Straßen und Plätze Słubices anstelle der bisherigen deutschen Bezeichnungen polnische Namen (die allerdings in der Folgezeit des Öfteren und zum Teil mehrfach wieder geändert wurden). Ab dem 12. Oktober begann das Schuljahr für 120 polnische Schüler von Słubice. Schuldirektor wurde der Pole Józef Mager.
Ende 1945 lebten in Słubice 685 Menschen, von denen die meisten Militärs waren. Am 13. März 1946 verließen die sowjetischen Kampfverbände die Stadt. Das erste neue Wohngebäude, das nach dem Zweiten Weltkrieg errichtet wurde, bot Platz für 58 Familien und entstand am pl. Wolności (übersetzt „Platz der Freiheit“, der frühere deutsche Name lautete Neuer Markt). In den 1970er Jahren wurden vor allem Plattenbauten errichtet, und es entstanden die Vorstadtsiedlungen Słowiańskie und Paderewskiego. Seit 1999 gehört die Stadt zur Woiwodschaft Lebus. 2002 begannen Bauarbeiten für eine Bahnstation in Słubice, die 2003 in Betrieb genommen wurde.
Viele deutsche Grenztouristen besuchen den so genannten „Basar“ der Stadt (siehe Polenmarkt) und die umgangssprachlich „Zigarettenstraße“ genannte ul. Jedności Robotniczej. In der Nacht vom 10./11. Januar 2007 brannte der Basar vollständig ab, ohne dass dabei Personenschäden zu verzeichnen waren. Bei der Brandbekämpfung wurde die polnische Feuerwehr von deutschen Kollegen unterstützt. Ein Wiederaufbau des Marktes wurde umgehend beschlossen. 2011 wurde ein neues Gebäude für den Basar eröffnet, zuvor waren provisorische Zelte genutzt worden.

## Verkehr
Słubice liegt an der Autobahn A2 aus Richtung Posen, Łódź und Warschau, die am Grenzübergang zur Bundesautobahn A12 in Richtung Berliner Ring wird. An der Autobahn fanden umfangreiche Bauarbeiten in Vorbereitung auf die Fußball-EM 2012 statt. Darüber hinaus enden in der Stadt die Landesstraßen DK 29 und DK 31. Über einen eigenen Bahnhof verfügt Słubice erst seit 2003, als ein Haltepunkt an der Bahnstrecke Frankfurt (Oder) – Poznań eröffnet wurde. Allerdings ist dessen Bedeutung mit nur drei Regionalzug-Halten der Przewozy Regionalne pro Tag und Richtung bis heute eher gering. Vom Busbahnhof (Dworzec Autobusowy) an der ul. Wojska Polskiego gibt es Busverbindungen von Transhand unter anderem nach Rzepin und Küstrin und von der PKS Zielona Góra nach Krosno.
Innerstädtischen öffentlichen Personennahverkehr gibt es in der Stadt erst wieder seit 2012. Bis zum Zweiten Weltkrieg war die damalige Dammvorstadt an das Netz der Straßenbahn Frankfurt (Oder) angeschlossen. Die Linie 2 verkehrte von der Stadtbrücke entlang des Oderdeichs (heute ul. 1 Maja) bis zum Stadion an den Kleisthöhen. Dazu kam die Autobuslinie B, die den nördlichen Teil der Dammvorstadt erschloss.
Seit dem 9. Dezember 2012 verkehrt die Buslinie 983 im Stunden- bzw. Halbstundentakt vom Frankfurter Bahnhof über die Aleja Niepodległości und den Plac Bohaterów zum neuen Busbahnhof an der ulica Akademicka. Betrieben wird diese von der Stadtverkehrsgesellschaft Frankfurt (Oder) im Tarif des VBB. Die Freifahrt für Schwerbehinderte wird in diesem Bus auch am anderen Oderufer anerkannt. Diese Verbindung hat sich seit ihrer Einführung zu einer der nachfragestärksten Buslinien im Frankfurter Stadtverkehr entwickelt.
Ausgehend vom Erfolg der Linie 983 wurde im März 2013 ein eigener Stadtbusverkehr mit aktuell fünf Linien eingerichtet. Im Einzelnen sind dies: (Stand Juni 2023):
- Linie 1/2: ul. Grzybowa <> KS SSE KOHL (- Świecko, Terminal) (über Bazar)
- Linie 3: ul. Grzybowa > Świecko, Terminal
- Linie 4: ul. Chopina > ul. Grzybowa
- Linie 5: ul. Grzybowa > ul.Bohaterów Warszawy (Sąd) (über Bazar und Rzepińska)
- Linie 6: ul. Chopina > ul. Grzybowa (über Rzepińska und Bazar)
- Linie 7: ul.Bohaterów Warszawy (Sąd) > ul. Grzybowa

Betreiber der Busse ist die ortsansässige Firma Transhand. Einen festen Takt gibt es nicht und eine Einzelfahrt kostet zwischen 1,50 Złoty und 2 Złoty.
Die Diskussion über eine Anbindung von Słubice an die Straßenbahn Frankfurt (Oder) ist allerdings noch nicht endgültig abgeschlossen. Im Dezember 2014 äußerte sich der Geschäftsführer der Stadtverkehrsgesellschaft Frankfurt (Oder) weiterhin positiv zur Verlängerung der Straßenbahn nach Słubice. Das Projekt solle auf jeden Fall mittelfristig ein Ziel bleiben, da die Fahrgastzahlen der bestehenden Buslinie 983 jedes Jahr um mehrere Prozent gestiegen seien und es, besonders an den Wochenenden, hier immer wieder zu Überfüllungen im Busverkehr kommen würde.

## Persönlichkeiten
- Ryszard Górecki (* 1956), Maler und Objektkünstler
- Bogusław Wontor (* 1967), Politiker, seit 2001 Abgeordneter des Sejm
- Sara James (* 2008), Popsängerin

### Bürgermeister
- Henryk Jastrzębski (24. Mai 1945 – 31. Juli 1945)
- Władysław Pawlak (1. August 1945 – 31. August 1945)
- Józef Mager (1. September 1945 – 26. Mai 1946)
- Stanisław Twardowski (27. Mai 1946 – Juni 1948)
- Stanisław Selzer (Sokulski) (Juni 1948 – Juni 1950)
- Romuald Kaznocha (1. November 1973 – 31. Mai 1975)
- Józef Szmańda (9. Juli 1975 – 15. März 1976)
- Wojciech Szczęsny (16. März 1976 – 13. Oktober 1985)
- Juliusz Żwirek (14. Oktober 1985 – 18. Juni 1990)
- Józef Rapcewicz (19. Juni 1990 – 26. März 1991)
- Ryszard Bodziacki (26. März 1991–1998)
- Stanisław Ciecierski (1998–2002)
- Ryszard Bodziacki (2002 – 13. Dezember 2010)
- Tomasz Ciszewicz (13. Dezember 2010 – 22. November 2018)
- Mariusz Olejniczak (22. November 2018 – 7. Mai 2024)
- Marzena Słodownik (seit 7. Mai 2024)

### Ehrenbürger
- 29. November 2001, Zofia Góras, Nonne der Genossenschaft der Töchter der christlichen Liebe vom heiligen Vinzenz von Paul
- 7. Dezember 2005, Stefan Chmielewski, 1923–2005, Sozialarbeiter, Pionier der Nachkriegszeit in Słubice
- 7. Dezember 2005, Jerzy Fedorowski, geb. 1943, Rektor der Adam-Mickiewicz-Universität Posen 1990–1996
- 7. Dezember 2005, Stefan Jurga, geb. 1946, Rektor der Adam-Mickiewicz-Universität Posen 1996–2002
- 7. Dezember 2005, Stanisław Lorenc, 1943–2020, Rektor der Adam-Mickiewicz-Universität Posen 2002–2008
- 7. Dezember 2005, Waldemar Pfeiffer, geb. 1938
- 7. Dezember 2005, Jerzy Siepak, geb. 1943
- 26. Oktober 2006, Stanisław Ciecierski, geb. 1940, Bürgermeister von Słubice 1998–2002
- 27. August 2008, Gesine Schwan, geb. 1943, Rektorin der Europa-Universität Viadrina
- 21. April 2010, Tadeusz Mazowiecki, 1927–2013, erster Premierminister der Dritten Polnischen Republik
- 21. April 2010, Martin Patzelt, 1947, Oberbürgermeister von Frankfurt (Oder) 2002–2010
- 29. November 2012, Weronika Sebastianowicz, geb. 1931, Vorsitzende des Verbandes der Polnischen Heimatarmee in Belarus
- 20. März 2014, Krystyna Moczydłowska, 1946–2013, Sozialarbeiterin der Polnischen Gesellschaft zur Bekämpfung von Behinderungen[11]

## Partnerstädte
- Frankfurt (Oder), Deutschland
- Heilbronn, Deutschland
- Tijuana, Mexiko
- Yuma, USA
- Schostka, Ukraine

## Kultur und Sehenswürdigkeiten

### Denkmäler

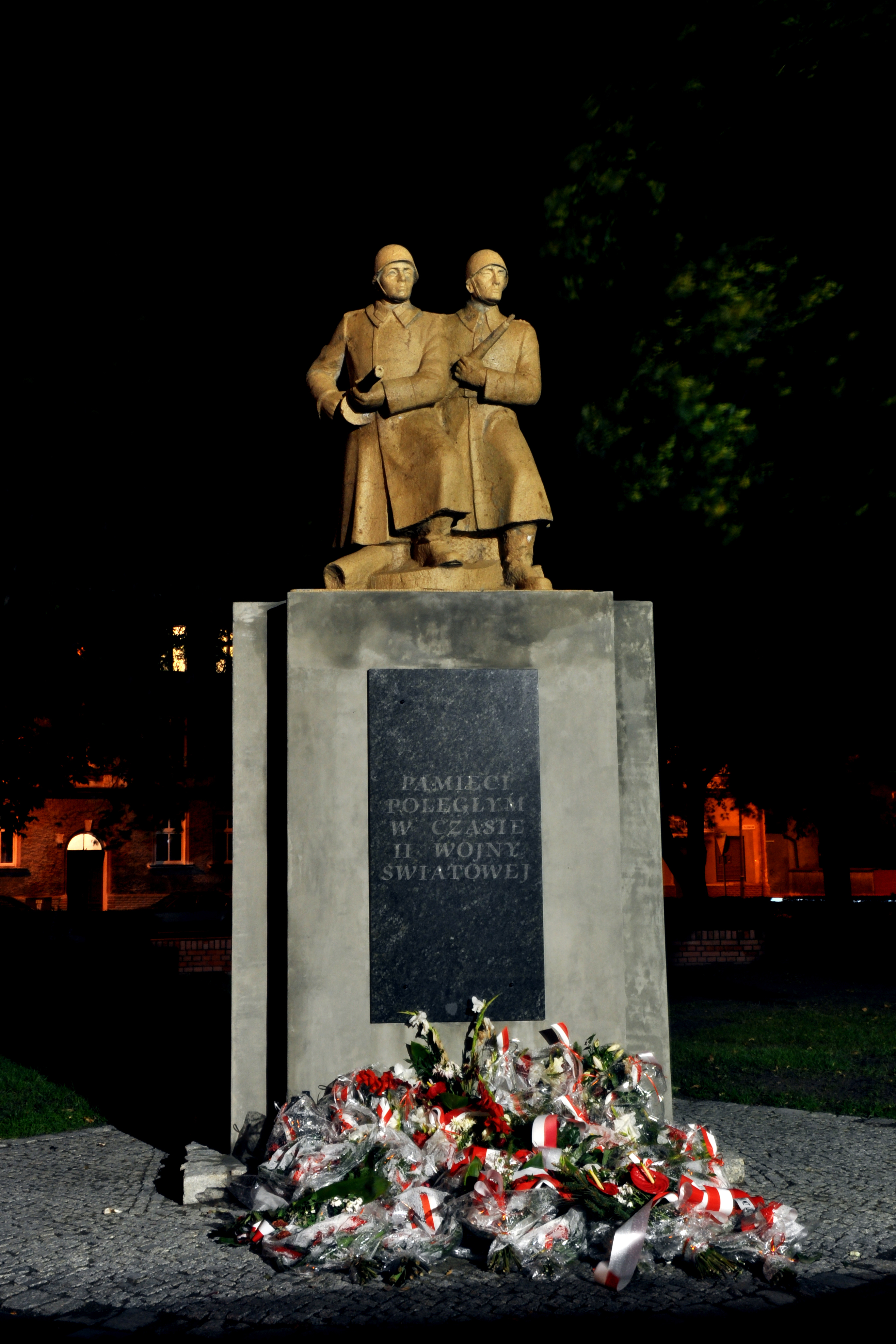
Heldendenkmal

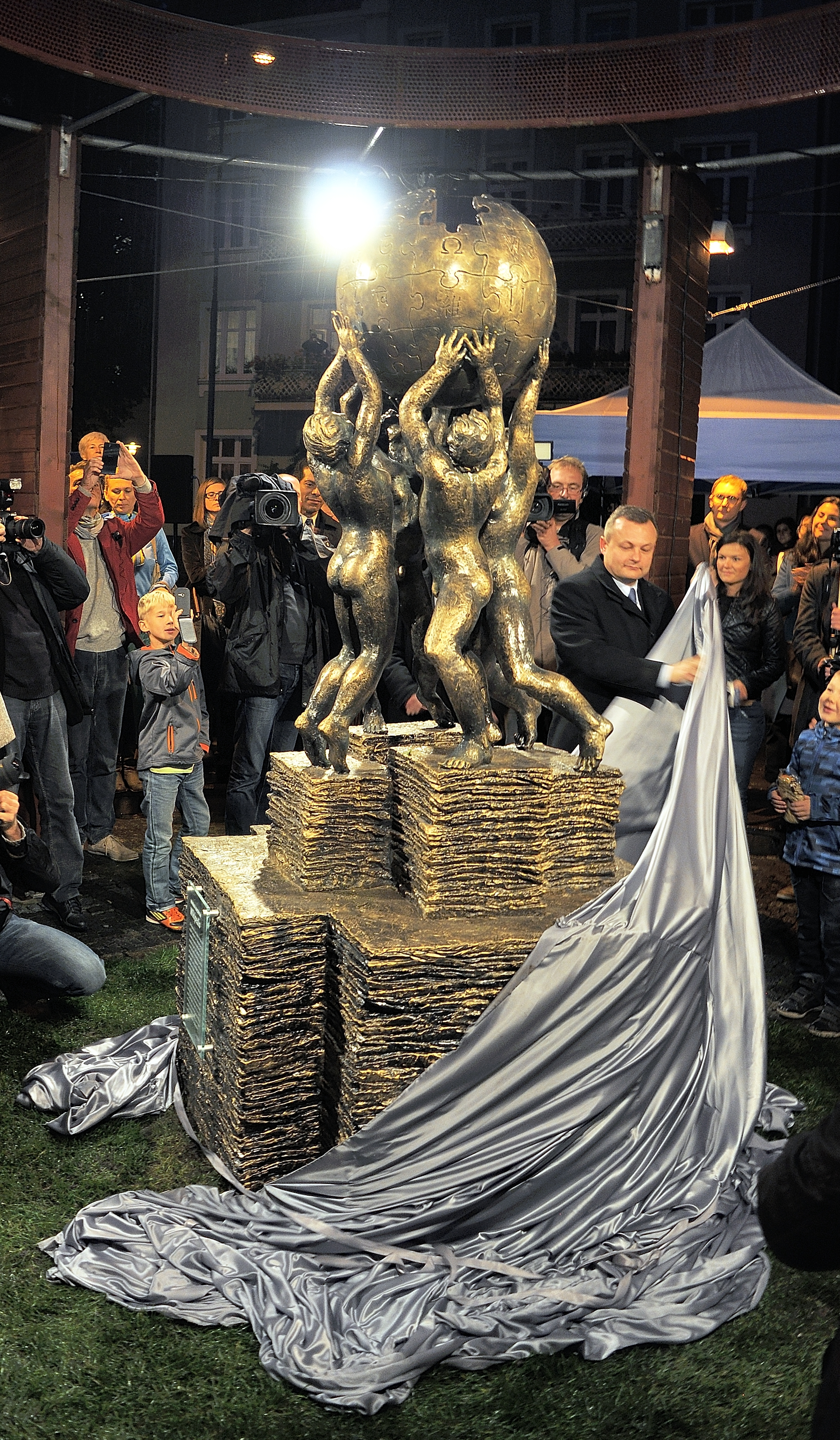
Enthüllung des Wikipedia-Denkmals

Der erste Stolperstein zum Gedenken an Karl Gustav Wilhelm Ritter erinnert seit dem 11. November 2009 an Verfolgte des Nationalsozialismus.
Das 1949 geschaffene Denkmal auf dem Heldenplatz (früher: Neuer Markt) erinnert an gefallene polnische und sowjetische Soldaten.
Am 22. Oktober 2014 wurde in Słubice ein Denkmal für Wikipedia enthüllt, die Plastik aus Kunststoff in Bronzelook wurde vom Bildhauer Mihran Hakobyan geschaffen.

### Bauwerke

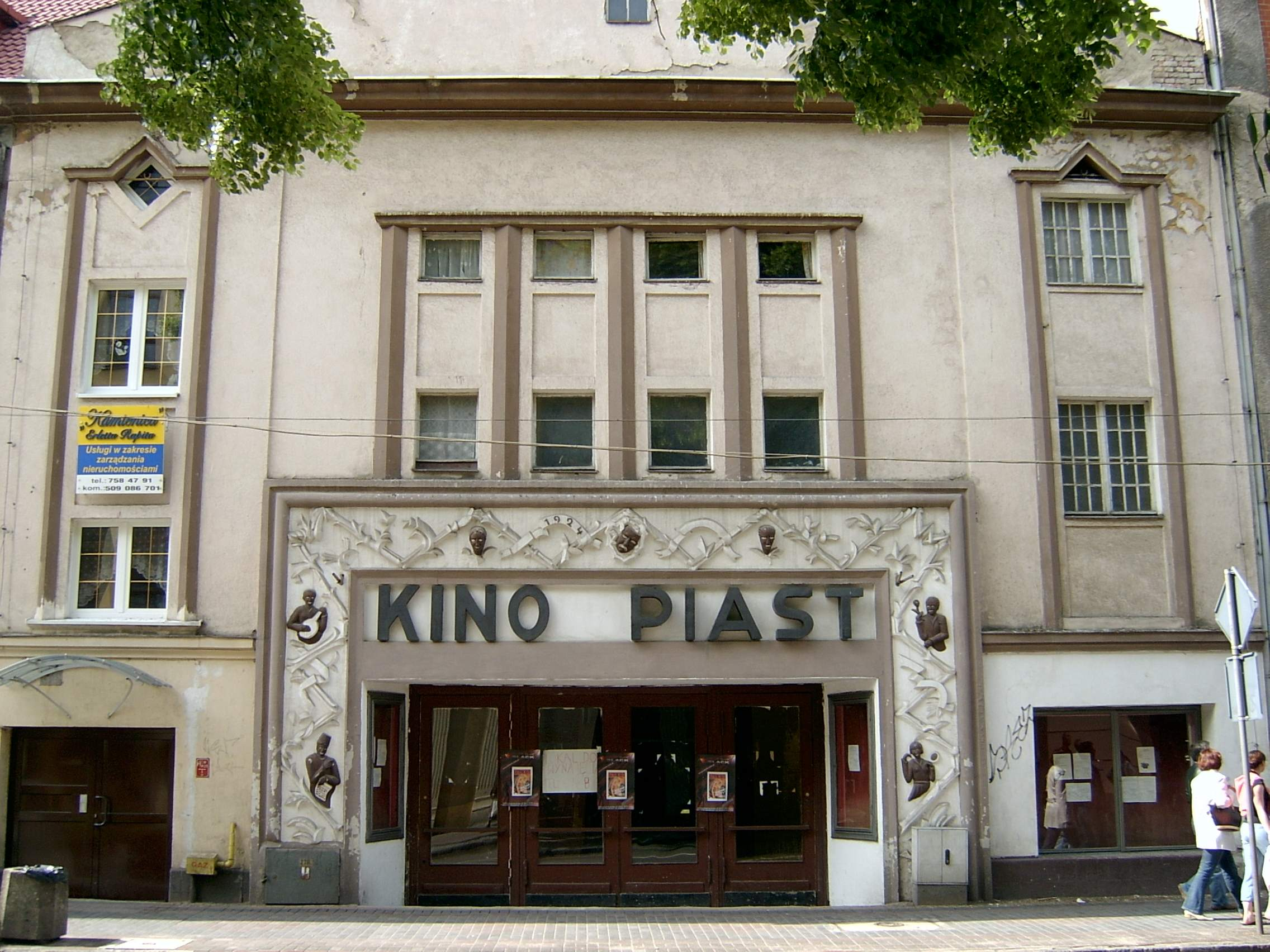
Kino Piast

Das Kino Piast wurde am 15. Januar 1925 als „Film-Palast Friedrichstraße“ mit dem Stummfilm Carlos und Elisabeth nach Schillers Don Karlos in der damaligen Friedrichstraße 8 eröffnet. Das Kino, das auch eine kleine Bühne für Tanz und Theateraufführungen besaß, wurde nach den Plänen des Charlottenburger Architekten August Rebiger errichtet und bot damals etwa 500 bis 525 Personen Platz. Bereits fünf Jahre später wurde das Kino geschlossen und die Gaststätte Elyseum eröffnete in dem Gebäude. Nach Umbauarbeiten und Modernisierungen erfolgte die Wiedereröffnung am 3. Dezember 1937 mit dem Film Patrioten. Nach dem Zweiten Weltkrieg und der Bildung Słubices wurde das Kino verstaatlicht. Das Kinogebäude, heute in der ul. Jedności Robotniczej 10 gelegen, wurde im März 2005 geschlossen, nachdem zuvor die ehemalige Kassenhalle des Gebäudes neben dem Kinobetrieb auch als Blumen- und Gemüseladen genutzt worden war. Inzwischen ist nur noch der vordere Bereich des Kinos vorhanden, der komplette hintere Bereich (Kinosaal und Verwaltung) wurde abgerissen. Historisch wichtig ist auch der Jüdische Friedhof.

### SMOK
Das städtische Kulturzentrum SMOK (Słubicki Miejski Ośrodek Kultury), das mit seiner kleinen Galerie und zahlreichen Veranstaltungen auch von Studenten gern besucht wird, richtet gemeinsam mit Frankfurt (Oder) die TransVOCALE aus, das internationale Festival für Lied und Weltmusik.

## Gemeinde
Die Stadt-und-Land-Gemeinde Słubice (Gmina miejsko-wiejska) umfasst ein Territorium von 185 km² mit etwa 20.000 Einwohnern.

## Literatur

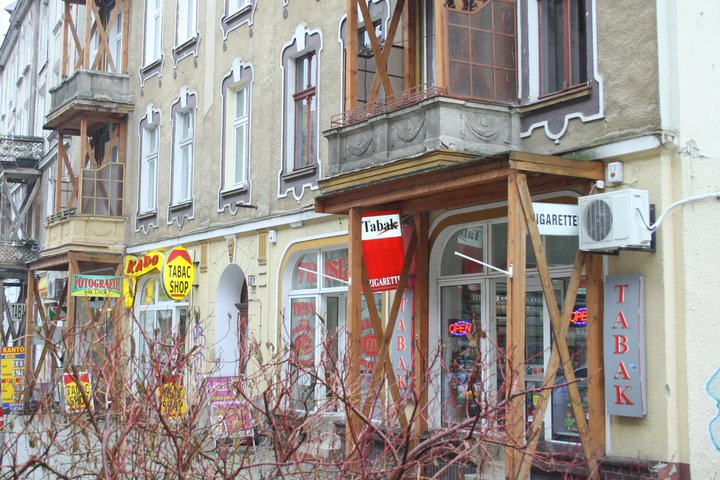
Ulica Jedności Robotniczej (Straße der Arbeitereinheit), umgangssprachlich „Zigarettenstraße“ genannt (2011)